# 152 Gwardyjska Brygada Rakietowa
152 Gwardyjska Brygada Rakietowa, ros. 152-я гвардейская ракетная Брестско-Варшавская, ордена Ленина, Краснознамённая, ордена Кутузова бригада – samodzielny związek taktyczny Sił Zbrojnych Federacji Rosyjskiej w strukturach Floty Bałtyckiej Zachodniego Okręgu Wojskowego.
Siedzibą sztabu i dowództwa brygady jest Czerniachowsk w obwodzie królewieckim.